# Contrats d'assurance vie en actions DSK ou NSK
Pour les articles homonymes, voir DSK et NSK.
Les contrats d’assurance vie dits « DSK » ou « NSK » sont, en France, un type particulier de contrat d'assurance-vie investi pour partie en actions françaises et européennes.

## Contrat d'assurance vie DSK

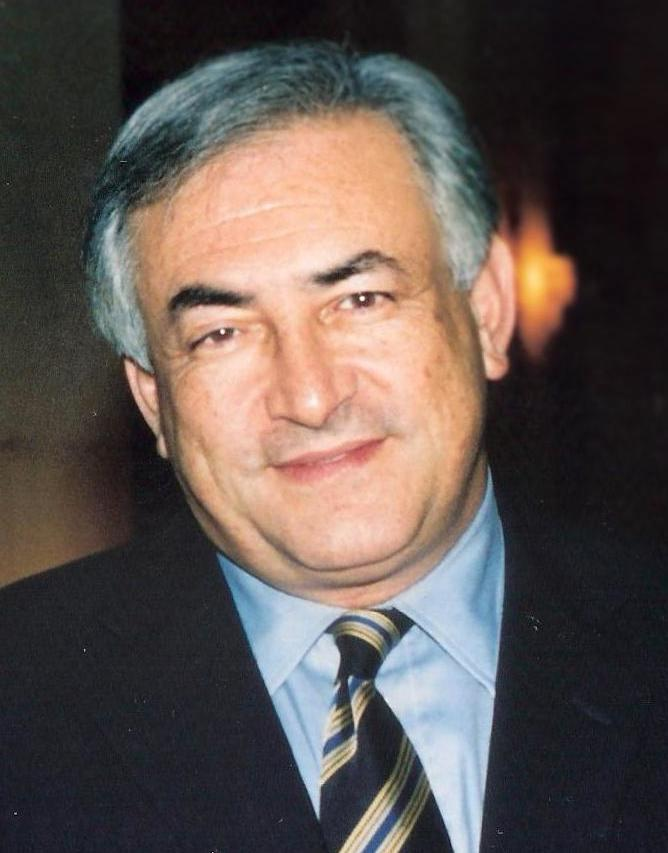
Dominique Strauss-Kahn (DSK) dans les années 1990.

En 1998, le ministre français des Finances, Dominique Strauss-Kahn (DSK), décide de la suppression de l'exonération fiscale totale pour les contrats d'assurance-vie souscrits depuis plus de huit ans.
Les bons ou contrats de capitalisation et d'assurance vie dits DSK sont une forme particulière de contrats investis à 50 % au moins en actions françaises et européennes, dont une part de 5 % au moins en actifs dits risqués (parts de fonds communs de placement à risques, titres de sociétés non cotées, actions de sociétés de capital-risque, etc.).
Lorsque le contractant d'une assurance-vie souhaite mettre fin à son contrat de manière anticipée, il doit en effet payer l'impôt sur le revenu. L'exonération est maintenue pour les contrats en actions.
Le régime juridique de ce contrat a été institué par l'article 21 de la loi de finances pour 1998 (loi no 97-1269 du 30 décembre 1997) qui modifie l'article 125-0 A du code général des impôts,. Les modalités d'application de cet article sont détaillées dans le décret no 98-412 du 28 mai 1998,. Une instruction du 27 mai 1998 précise ce régime fiscal.
Depuis le 1er janvier 2005, ce type de bons ou de contrats dits « DSK » ne peut plus être souscrit. Les bons ou contrats DSK souscrits avant le 1er janvier 2005 perdurent dans leur fonctionnement et de nouvelles primes peuvent toujours être versées sur ces bons ou contrats.
Plus simplement :
L’exonération d’impôt sur le revenu accordée aux assurés ayant détenu leurs contrats pendant au moins 8 ans est le principal avantage de ces types de contrats (DSK et NSK). Pour le rachat des autres contrats d'assurance vie, il reste imposable au titre de l’impôt sur le revenu si le souscripteur n'a pas choisi l'option du prélèvement forfaitaire libératoire.

## Contrat d'assurance vie NSK
En 2005, Nicolas Sarkozy, nouveau ministre des Finances, les modifie et ils deviennent alors les contrats NSK.
Ces contrats en unités de compte doivent être constitués d'au moins 30 % d'actions ou de titres parmi lesquels :
- 10 % au moins en actions d'entreprises dites risquées comme les Fonds commun de placement dans l'innovation (FCPI) ou des parts de Fonds d'investissement de proximité (FIP) ;
- un minimum de 5 % de titres non cotés.

Au-delà de huit années de détention, ces contrats NSK sont exonérés du prélèvement de 7,5 % dû au titre de l’impôt sur le revenu applicable aux contrats d’assurance vie.
Ce type de contrat n'est plus ouvert à la souscription depuis le 1er janvier 2014.